# Goiás (miasto)
Goiás – miasto w Brazylii, w stanie Goiás. W 2010 roku liczyło 16 412 mieszkańców.

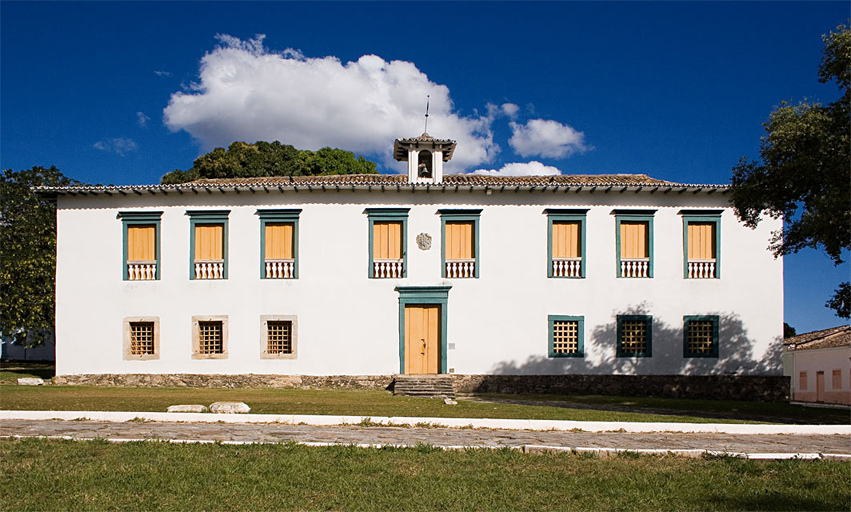
Antiga Casa da Câmara e Cadeia, atual MuBan
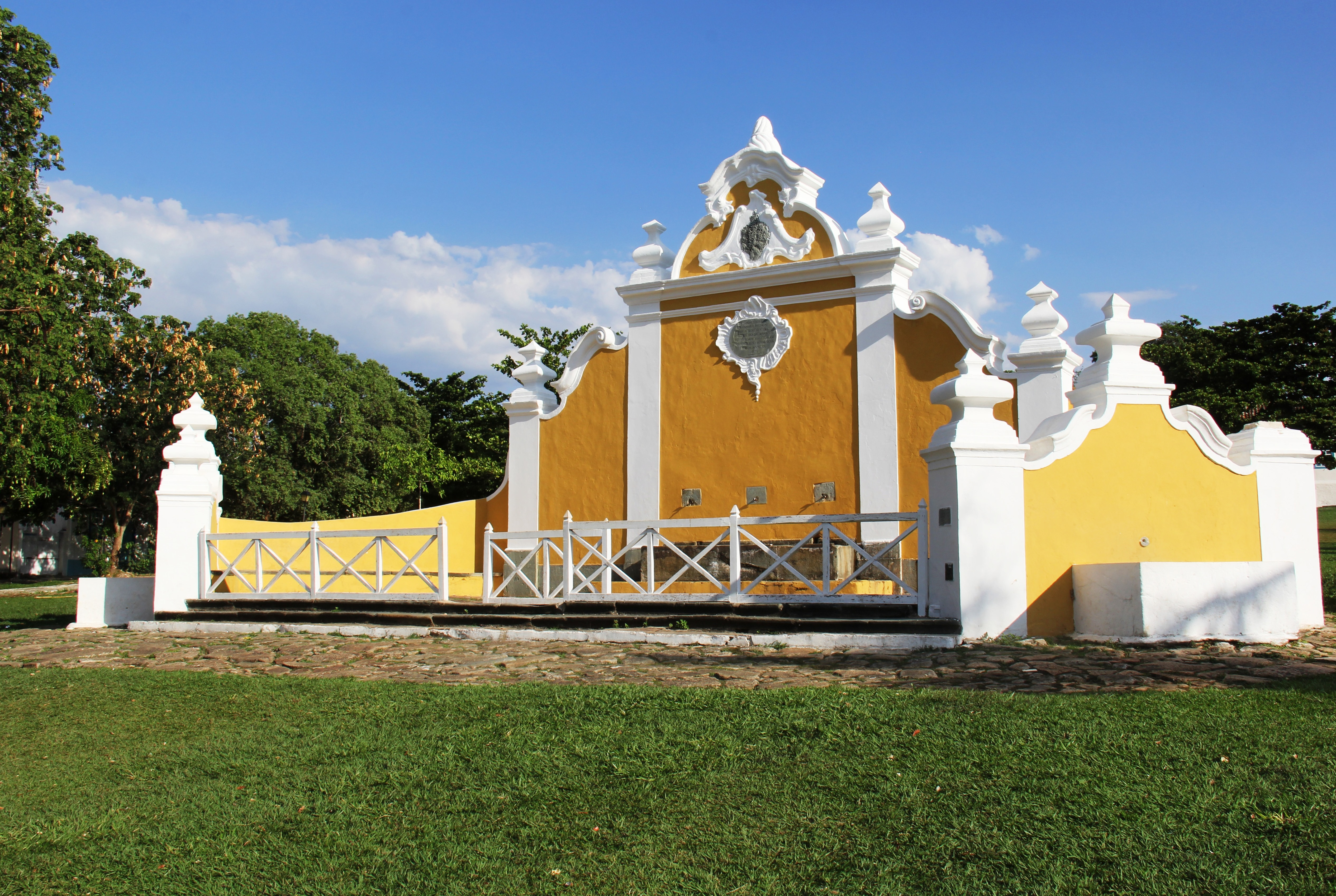
Chafariz de Cauda
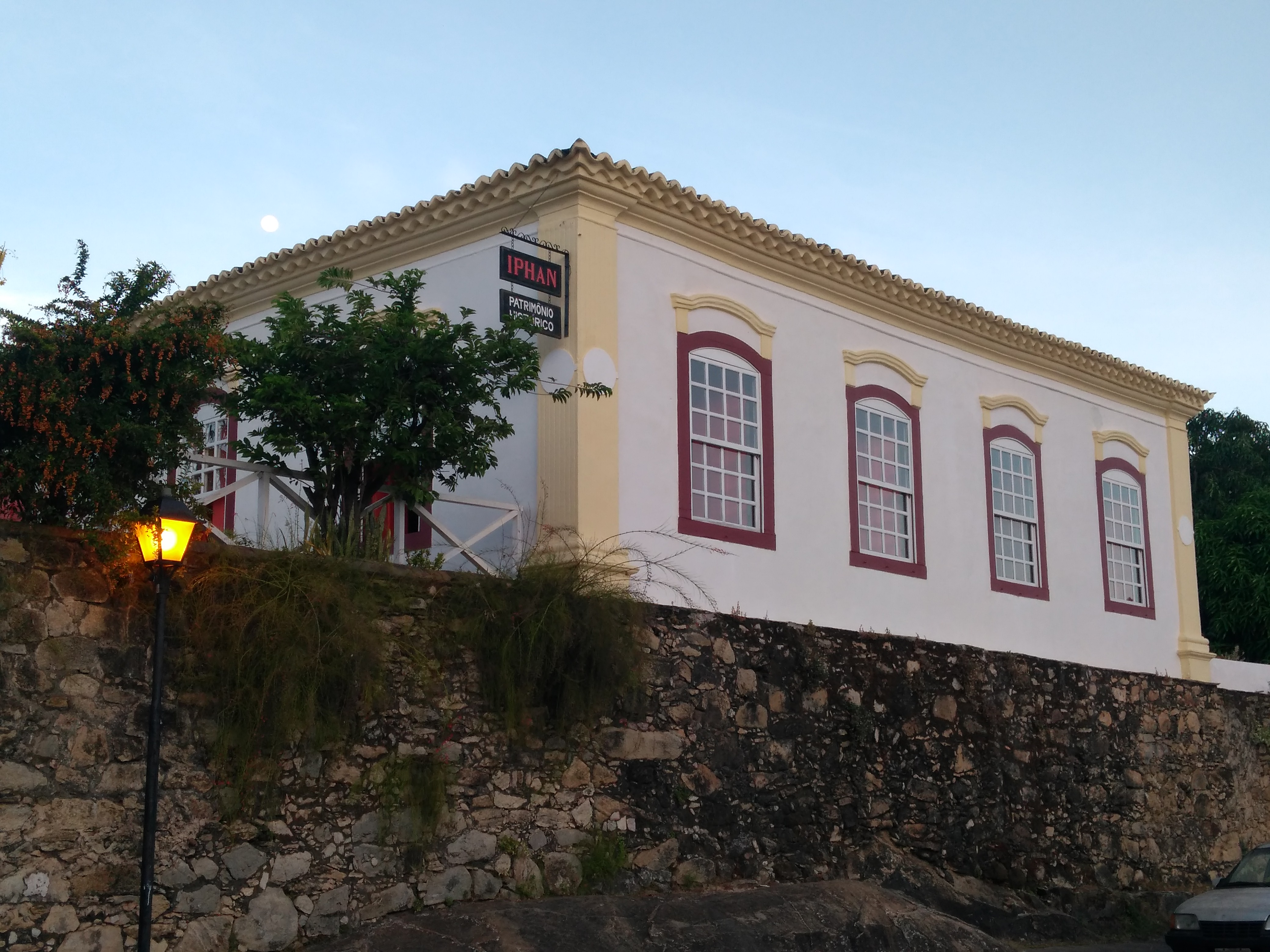
Casa do Bispo
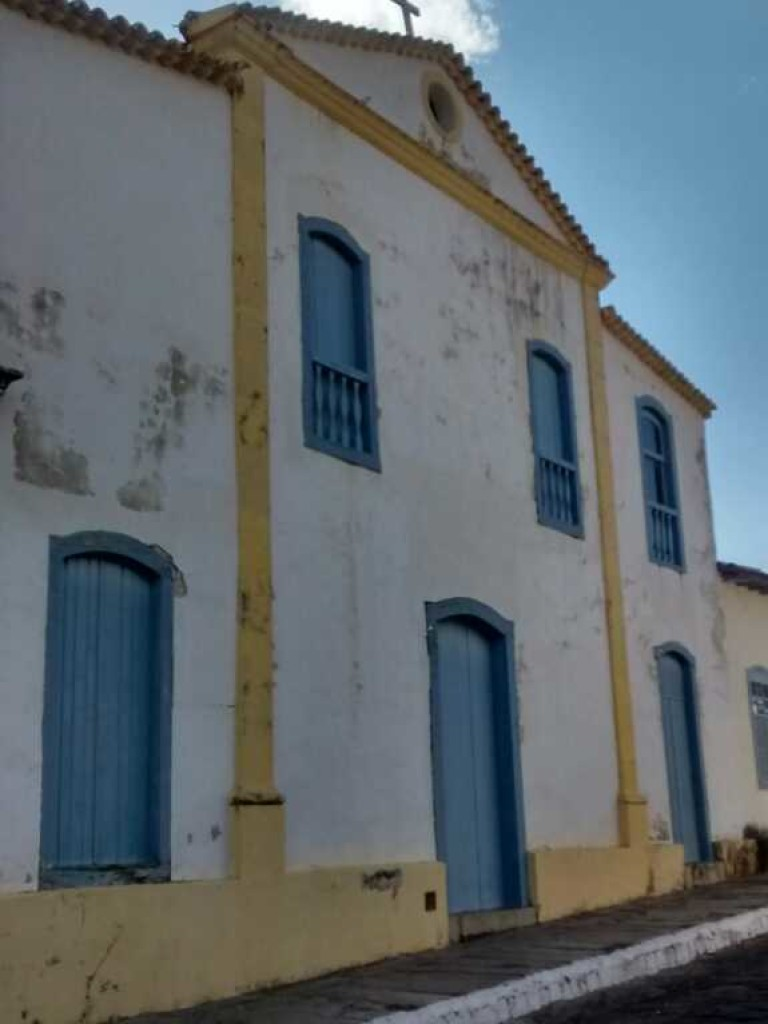
Igreja de Nossa Senhora do Carmo
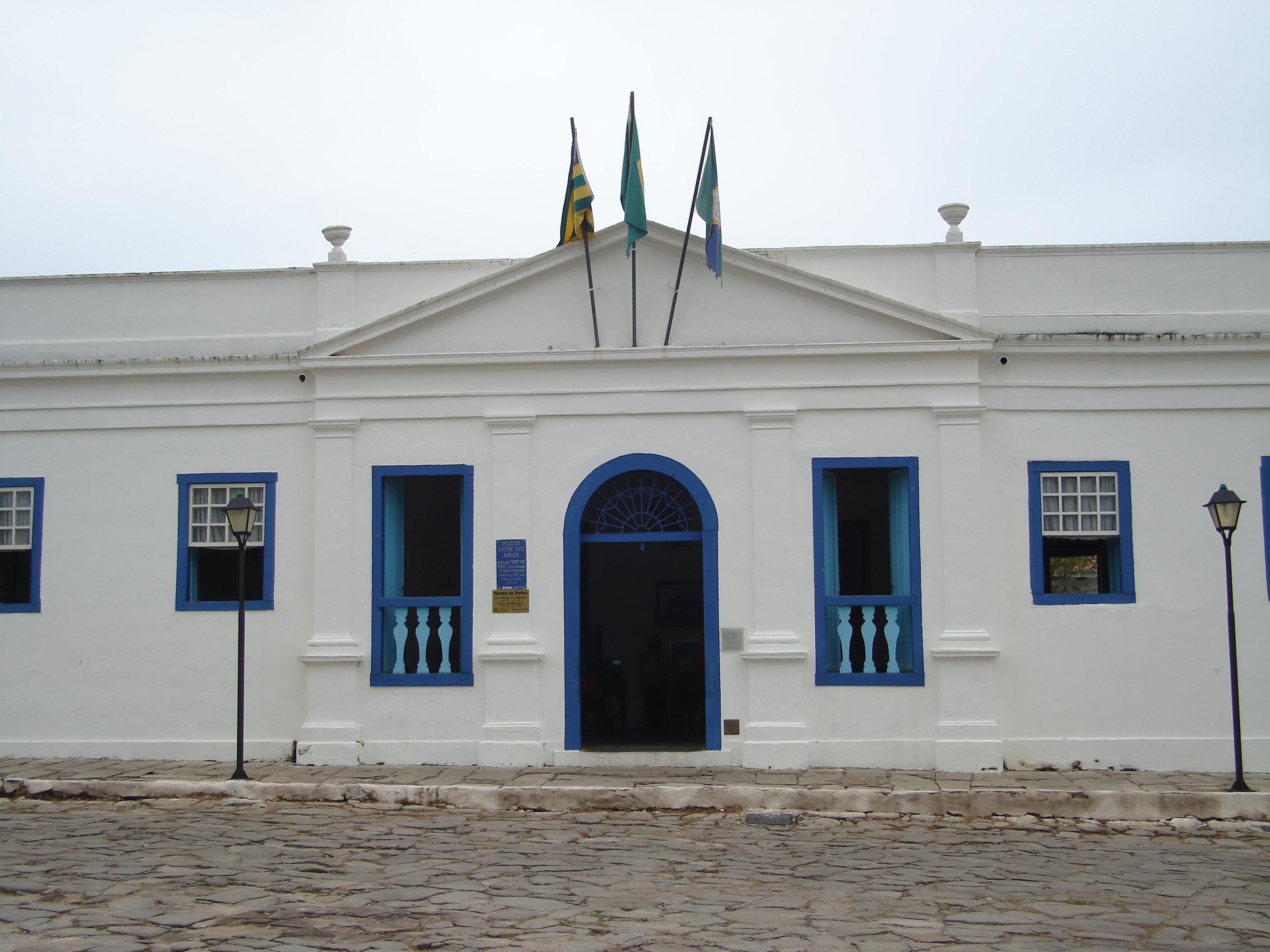
Palácio do Conde dos Arcos
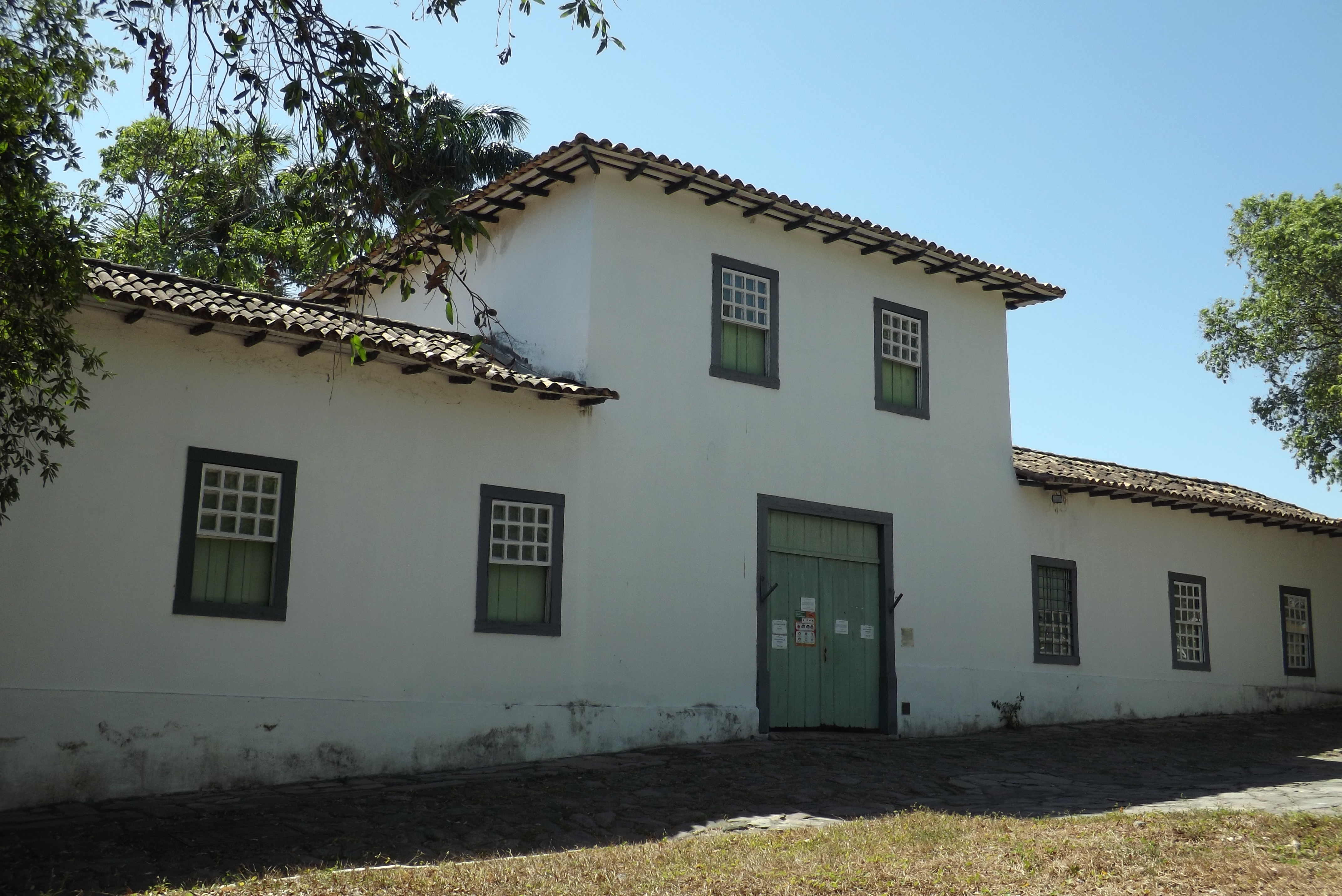
Quartel do XX